# Leofa pulchellus
Leofa pulchellus är en insektsart som beskrevs av William Lucas Distant 1918. Leofa pulchellus ingår i släktet Leofa och familjen dvärgstritar. Inga underarter finns listade i Catalogue of Life.